# امانوئل رادوکانو
امانوئل رادوکانو (رومانیایی: Emanoil Răducanu; ۷ اکتبر ۱۹۲۹ – ۱۹۹۱) بازیکن بسکتبال اهل رومانی بود. وی در بازی‌های المپیک تابستانی ۱۹۵۲ شرکت کرده‌است.